# Lovski bombnik
Lovski bombnik, tudi večnamenski lovec, je vrsta vojaškega letala, ki združuje lastnosti lovca prestreznika in bombnika. Jurišniki za razliko, je primarno namenjeno napadom na površinske cilje.
Tako je lovski bombnik namenjen za bombardiranje/raketiranje, hiter, gibljiv in zmožen samobrambe ter napadov na sovražnikova letala.